# Persone di nome Matthew/Cestisti
| Questa pagina contiene informazioni ricavate automaticamente dalle voci biografiche con l'ausilio del template Bio e di un bot. L'aggiornamento è periodico e automatico e ricostruisce completamente la pagina. Se manca una persona in questa lista, sei pregato di non aggiungerla, ma accertati piuttosto che la sua voce biografica contenga il template Bio e che i dati anagrafici siano correttamente compilati. Se il template Bio manca, inseriscilo tu stesso o, in alternativa, metti l'avviso {{tmp\|Bio}} che ne segnala la mancanza. Se i dati riportati sono sbagliati, correggi direttamente la voce biografica; le modifiche saranno visibili in questa lista entro pochi giorni. Per chiarimenti vedi il progetto antroponimi. La lista contiene solo le 55 persone che sono citate nell'enciclopedia e per le quali è stato implementato correttamente il template Bio. Pagina aggiornata al 6 giu 2025. |

Questa è una lista di persone presenti nell'enciclopedia che hanno il nome Matthew e sono cestisti.

## A(1)
- Matt Aitch, cestista e allenatore di pallacanestro statunitense (St. Louis, n. 1944 - Lansing, † 2007)

## B(5)
- Matt Bauscher, ex cestista statunitense (Caldwell, n. 1985)
- Matt Bonner, ex cestista statunitense (Concord, n. 1980)
- Matt Bouldin, ex cestista statunitense (Highlands Ranch, n. 1988)
- Matthew Bryan-Amaning, cestista britannico (Londra, n. 1988)
- Matt Bullard, ex cestista statunitense (Des Moines, n. 1967)

## C(3)
- Matt Carlino, ex cestista e allenatore di pallacanestro statunitense (Lincoln, n. 1992)
- Matt Carroll, ex cestista statunitense (Horsham, n. 1980)
- Matt Costello, cestista statunitense (Linwood, n. 1993)

## D(2)
- Matthew Dellavedova, cestista australiano (Maryborough, n. 1990)
- Matt Doherty, ex cestista, allenatore di pallacanestro e dirigente sportivo statunitense (East Meadow, n. 1962)

## F(3)
- Matt Farrell, cestista statunitense (New Brunswick, n. 1996)
- Matt Fish, ex cestista statunitense (Washington, n. 1969)
- Matt Freije, ex cestista statunitense (Overland Park, n. 1981)

## G(3)
- Matt Geiger, ex cestista statunitense (Salem, n. 1969)
- Matt Guokas, ex cestista, allenatore di pallacanestro e dirigente sportivo statunitense (Filadelfia, n. 1944)
- Matt Guokas, cestista statunitense (Filadelfia, n. 1915 - Flourtown, † 1993)

## H(5)
- Matt Harpring, ex cestista statunitense (Cincinnati, n. 1976)
- Matt Haryasz, ex cestista statunitense (Page, n. 1984)
- Nat Hickey, cestista, giocatore di baseball e allenatore di pallacanestro statunitense (n. 1902 - Johnstown, † 1979)
- Matt Hodgson, cestista australiano (Ipswich, n. 1991)
- Matthew Hurt, cestista statunitense (Rochester, n. 2000)

## J(3)
- Matt Janning, ex cestista statunitense (Watertown, n. 1988)
- Mark Jones, ex cestista statunitense (Milwaukee, n. 1975)
- Matt Jones, ex cestista statunitense (DeSoto, n. 1994)

## K(1)
- Matt Knight, ex cestista australiano (Burnie, n. 1985)

## L(2)
- Matt Lojeski, ex cestista statunitense (Racine, n. 1985)
- Matt López, cestista statunitense (Washington, n. 1992)

## M(9)
- Matt Maloney, ex cestista statunitense (Silver Spring, n. 1971)
- Matt Mazza, cestista e allenatore di pallacanestro statunitense (Niagara Falls, n. 1923 - Lewiston, † 2003)
- Mac McClung, cestista statunitense (Kingsport, n. 1999)
- Matt McCarthy, cestista australiano (Melbourne, n. 1996)
- Matt Milon, cestista statunitense (Gainesville, n. 1996)
- Matt Mitchell, cestista statunitense (Riverside, n. 1999)
- Matt Mobley, cestista statunitense (Worcester, n. 1994)
- Matt Mooney, cestista statunitense (Wauconda, n. 1995)
- Matt Morgan, cestista statunitense (Concord, n. 1997)

## P(1)
- Matt Painter, ex cestista e allenatore di pallacanestro statunitense (Muncie, n. 1970)

## R(3)
- Jared Rhoden, cestista statunitense (Baldwin, n. 1999)
- Matt Rogers, ex cestista statunitense (Doniphan, n. 1987)
- Matt Ryan, cestista statunitense (White Plains, n. 1997)

## S(5)
- Matt Santangelo, ex cestista statunitense (Portland, n. 1977)
- Matt Schneiderman, ex cestista statunitense (Marshalltown, n. 1981)
- Matt Stainbrook, cestista statunitense (Dayton, n. 1992)
- Matt Steigenga, ex cestista statunitense (Grand Rapids, n. 1970)
- Matthew Strazel, cestista francese (Bourg-la-Reine, n. 2002)

## T(2)
- Matt Thomas, cestista statunitense (Decatur, n. 1994)
- Matt Tiby, cestista statunitense (Urbandale, n. 1992)

## V(1)
- Matt Vaniel, cestista statunitense (Braddock, n. 1919 - East Pittsburgh, † 1981)

## W(5)
- Matt Walsh, ex cestista statunitense (Holland, n. 1982)
- Matt Wenstrom, ex cestista statunitense (Minneapolis, n. 1970)
- Matt White, cestista statunitense (New York, n. 1957 - Nether Providence, † 2013)
- Matt Williams, cestista statunitense (Orlando, n. 1993)
- Matthew Wright, cestista canadese (Toronto, n. 1991)

## Z(1)
- Matt Zunic, cestista e allenatore di pallacanestro statunitense (Renton, n. 1919 - Lecanto, † 2006)